# Laudo Arbitral de Paris
O Laudo Arbitral de Paris de 3 de outubro de 1899 foi uma sentença proferida por um tribunal arbitral reunido em Paris, criado dois anos antes, conforme estabelecido no Tratado de Arbitragem de Washington D.C. em 2 de fevereiro de 1897, no qual os Estados Unidos (representando a Venezuela) por um lado, e o Reino Unido (como proprietário da colônia da Guiana Britânica, atual República Cooperativa da Guiana), por outro, concordaram em submeter a arbitragem internacional a disputa pela fronteira ao oeste da colônia britânica e a leste da Venezuela independente, como mecanismo de solução amistosa para o litígio territorial.
A posição venezuelana baseava-se no fato de que a fronteira deveria ser a linha média do rio Essequibo em virtude do princípio uti possidetis iure pelo qual os territórios da antiga Capitania Geral da Venezuela correspondiam no momento da sua independência em 1810, que, alega-se, tinha o rio Essequibo como fronteira oriental. Contudo, a Real Cédula de 1777 não especifica até que ponto se estende o território da Capitania Geral da Venezuela, nem as Capitulações das Províncias. Em contraste, a posição do Reino Unido foi baseada num mapa de 1840 (embora com algumas modificações posteriores) do naturalista prussiano Robert Schomburgk, cuja linha fronteiriça chegava a Punta Barima, na foz do rio Orinoco (no atual estado do Delta Amacuro) e os montes Upata (no atual estado de Bolívar) cobrindo uma área aproximada de 203.310 km² a oeste do rio Essequibo.
A decisão foi favorável ao Reino Unido ao conceder-lhe o território denominado pela Venezuela como Guayana Esequiba de 159.500 km², a oeste do rio Essequibo, embora não na sua aspiração máxima de cobrir a foz do rio Orinoco e controlar a sua navegação. A Venezuela protestou imediatamente contra a sentença proferida pelo tribunal arbitral, considerando que houve vícios de nulidade na decisão. No entanto, somente em 1962 é que conseguiu progressos tangíveis ao denunciá-la perante as Nações Unidas após a publicação do memorando de Mallet-Prevost. Este evento levou à assinatura do Acordo de Genebra em 17 de fevereiro de 1966, entre ambas as partes, além da presença do governo local da Guiana Britânica, perto de receber a independência, ocasião em que substituiria o Reino Unido na questão do diferendo territorial com a Venezuela. A reivindicação venezuelana sobre a validade do Laudo Arbitral foi reconhecida, mas uma solução para a controvérsia da fronteira permanece sem solução.